# لمى الفضل
لمى مشعل الفضل من مواليد 24 مايو 2000 هي لاعبة كرة قدم سعودي تلعب في مركز الجناح في الدوري السعودي للسيدات نادي الأهلي.

## المسيرة الكروية
لعبت مع فريق نسور جدة في بطولة اتحاد جنوب آسيا لكرة القدم للسيدات.
عام 2022 بداية استحواذ نادي الاتحاد على نادي جدة إيجلز، شاركت كمهاجمة في الدوري السعودي الممتاز للسيدات 2022/2023، وسجلت هدفًا ضد نادي الأهلي في ديربي جدة في 17 ديسمبر 2022.
في موسم 2023/2024، انتقلت إلى نادي جدة، لعبت معه في دوري الدرجة الأولى السعودي للسيدات.
في أغسطس 2024، تعاقد الأهلي معها، قبل انطلاق الدوري السعودي للسيدات 2024–25
.